# Хуан Хосе Санчес Пурата
Хуан Хосе Санчес Пурата (ісп. Juan José Sánchez Purata, 9 січня 1998, Сан-Луїс Потосі) — мексиканський футболіст, центральний захисник клубу «УАНЛ Тигрес».

## Біографія
Дебютував за «УАНЛ Тигрес» на дорослому рівні 30 серпня 2017 року в грі Кубка Мексики проти клубу «Крус Асуль» (1:2). З тих пір залучався до матчів основної команди, але основним гравцем не став. У складі «тигрів» 2019 року виграв чемпіонат Мексики, а наступного став переможцем Ліги чемпіонів КОНКАКАФ, хоча зіграв в рамках того турніру лише одну неповну гру. Цей результат дозволив команді поїхати на Клубний чемпіонат світу в Катарі, де вона із Пуратою у заявці стала віце-чемпіоном світу, втім Хуан у жодній з трьох ігор команди на турнірі на поле не вийшов.

## Досягнення
- Чемпіон Мексики (2): Апертура 2017, Клаусура 2019
- Переможець Ліги чемпіонів КОНКАКАФ (1): 2020